# Amado Olmos
Amado Olmos (Rosario, Santa Fe, 1918 - Villa María, Córdoba, 27 de enero de 1968) fue un obrero y gremialista argentino.

## Trayectoria
Dirigente del gremio de la Sanidad de larga militancia en la recuperación de las organizaciones de los trabajadores que estaban intervenidos por las dictaduras, luchó tanto contra los gobiernos antidemocráticos como contra las dirigencias sindicales claudicantes.
Después de 1955 fue preso político, residió en Caseros, Rawson y Bahía Blanca, a lo largo de 1956; al año siguiente estuvo en la Penitenciaría Nacional; en 1959 visitaría otra vez este edificio. Luego fue confinado a Caseros, una vez, en 1960 -debido a su oposición a Arturo Frondizi, y de nuevo fue encarcelado en Rosario, en 1960, por haber participado en la asonada del general peronista Miguel Ángel Iñíguez.
Secretario de la Federación Argentina de Trabajadores de la Sanidad, creador de la histórica "62 Organizaciones" gremiales peronistas, impulsor del congreso de La Falda, principal animador de la corriente combativa integrada, entre otros, por Raimundo Ongaro, Agustín Tosco, Jorge Di Pasquale, Julio Guillán, Benito Romano, y Atilio Santillán.
Consideraba que el peronismo era un Movimiento Nacional donde la conducción debía estar a cargo de los trabajadores. Sin cuestionar a su líder -por el contrario la lealtad se expresa en diferentes circunstancias como por ejemplo frente al conflicto con Augusto Vandor- proponía que el sindicalismo debía transcender las fronteras gremiales para hegemonizar la dirección táctica del Movimiento. A esto lo llamó "sindicalismo integral". 
En la década del ´60 se acerca a John William Cooke radicalizando sus posturas y apoyando al ala izquierda del peronismo. “Los trabajadores no queremos soluciones de arriba... Queremos el sindicalismo integral, que se proyecte hacia el control del poder, lo cual asegura el bienestar del pueblo todo”, síntesis de sus ideas y propuestas para concretar las banderas históricas del peronismo: justicia social, independencia económica y soberanía política.

## Muerte
Falleció el 27 de enero de 1968 en un extraño accidente automovilístico en Villa María, Córdoba, mientras militantes universitarios integralistas, humanistas y peronistas de todo el país lo aguardaban en Rosario, en un campamento estudiantil de verano, para que hablara ese día, junto a los dirigentes sindicales Julio Guillán y Lorenzo Pepe.
Su cuerpo descansa en el Cementerio de Olivos.